# Річки Полтавської області
Основна стаття: Води Полтавської області
По території Полтавської області протікає 146 річок загальною довжиною 5101 км.

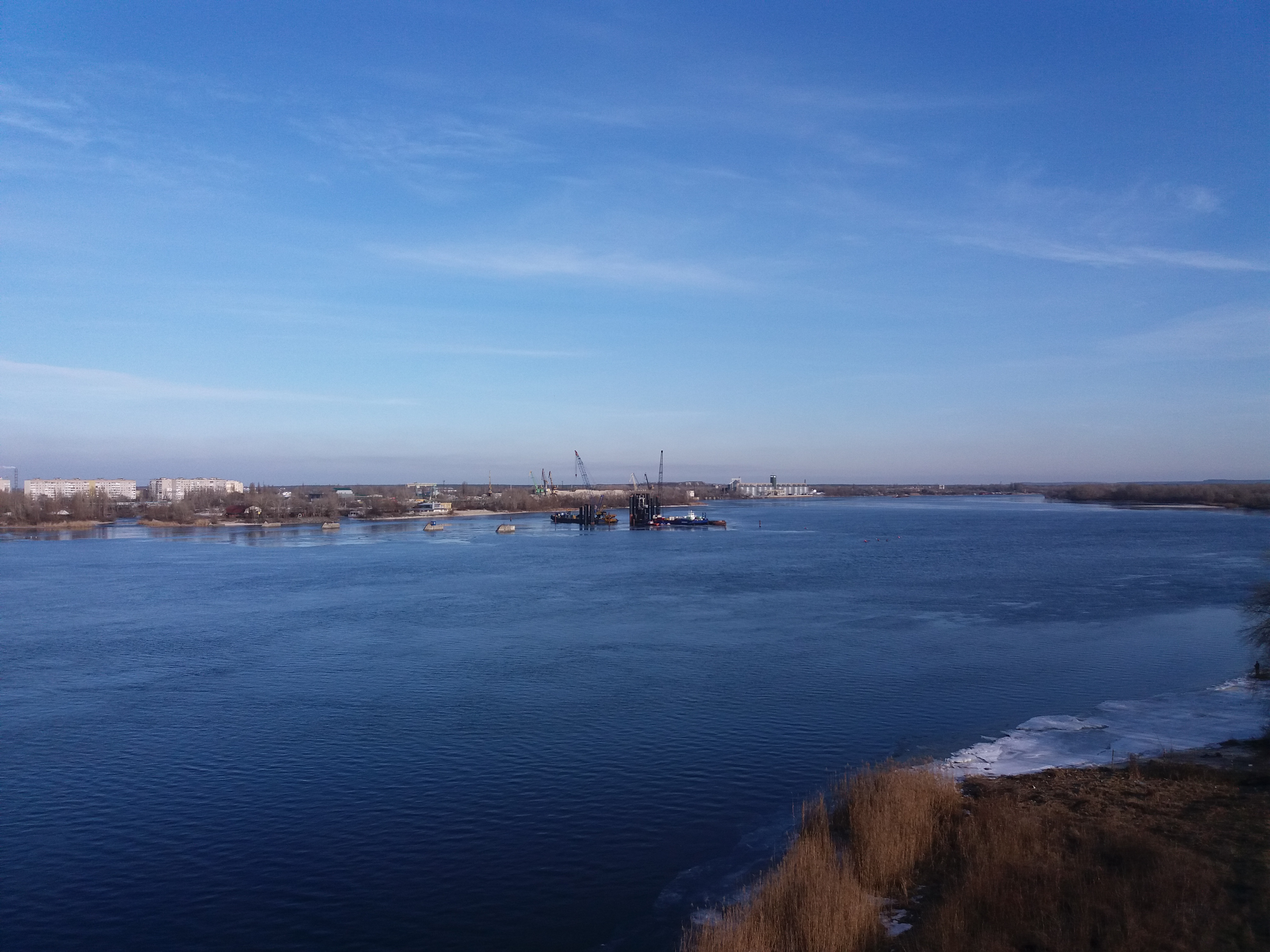
Дніпро в Кременчуці (січень 2022

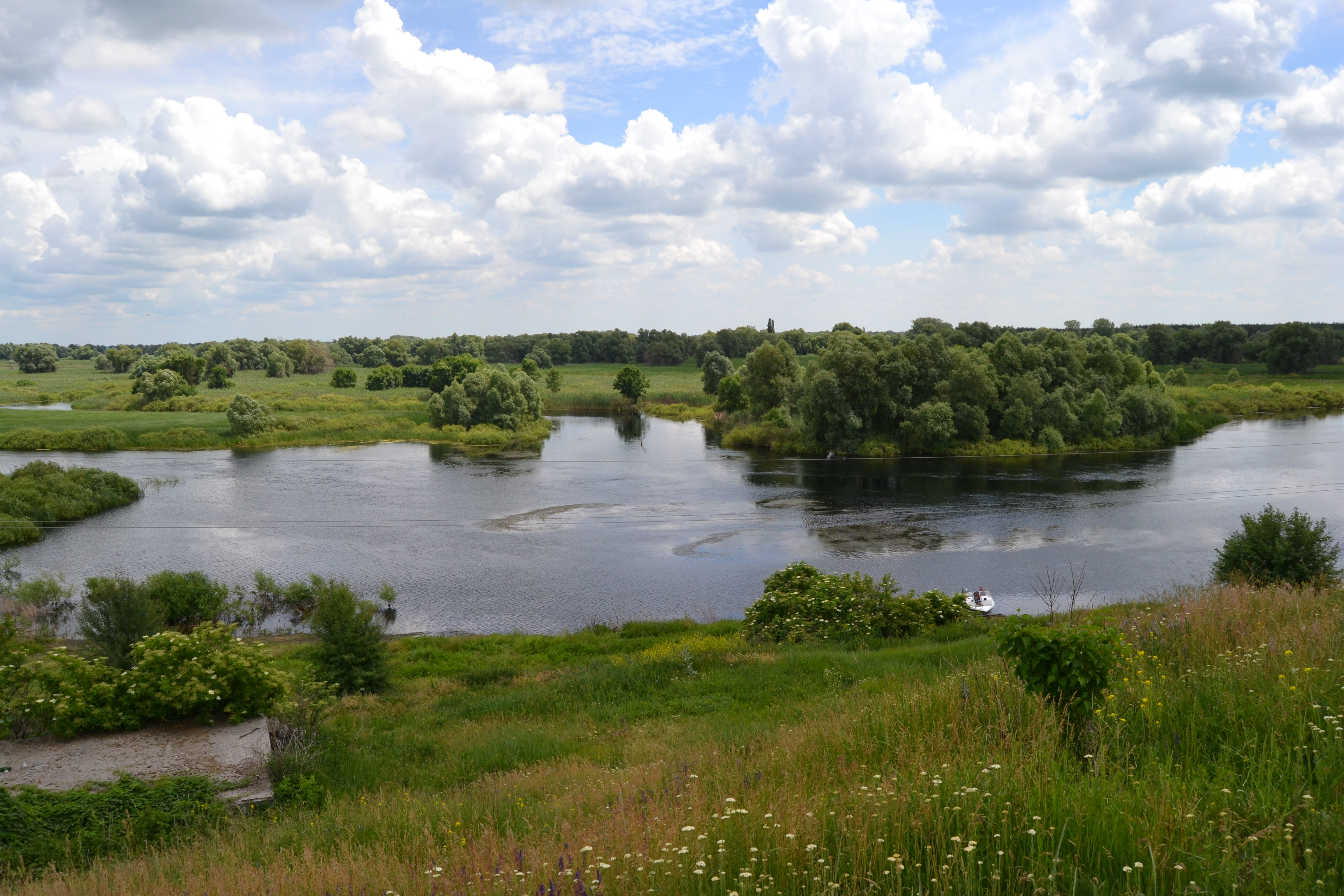
Сула в селі Тарасівка Оржицької селищної громади Лубенського району (червень 2013

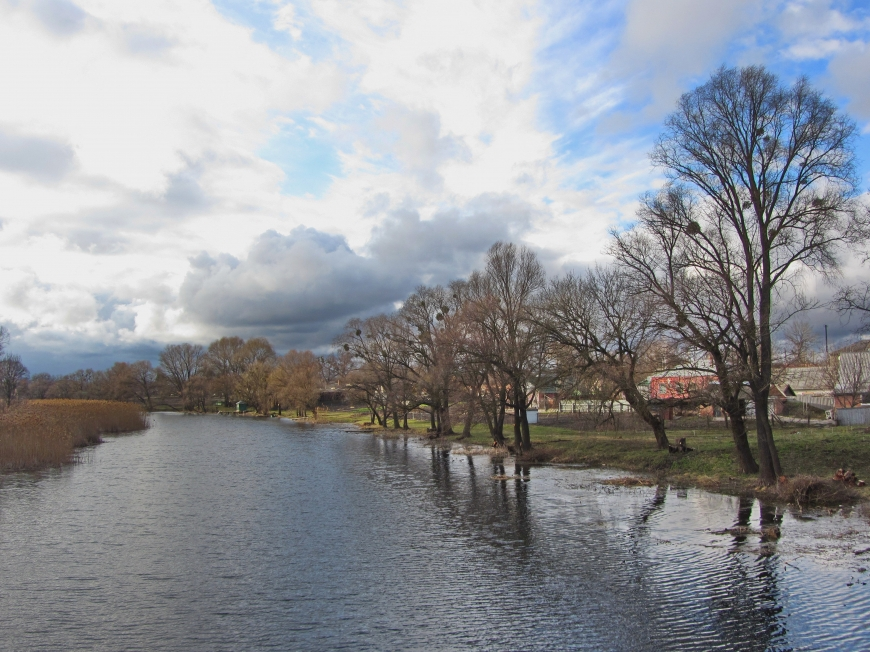
Суха Лохвиця в м. Лохвиця (квітень 2015

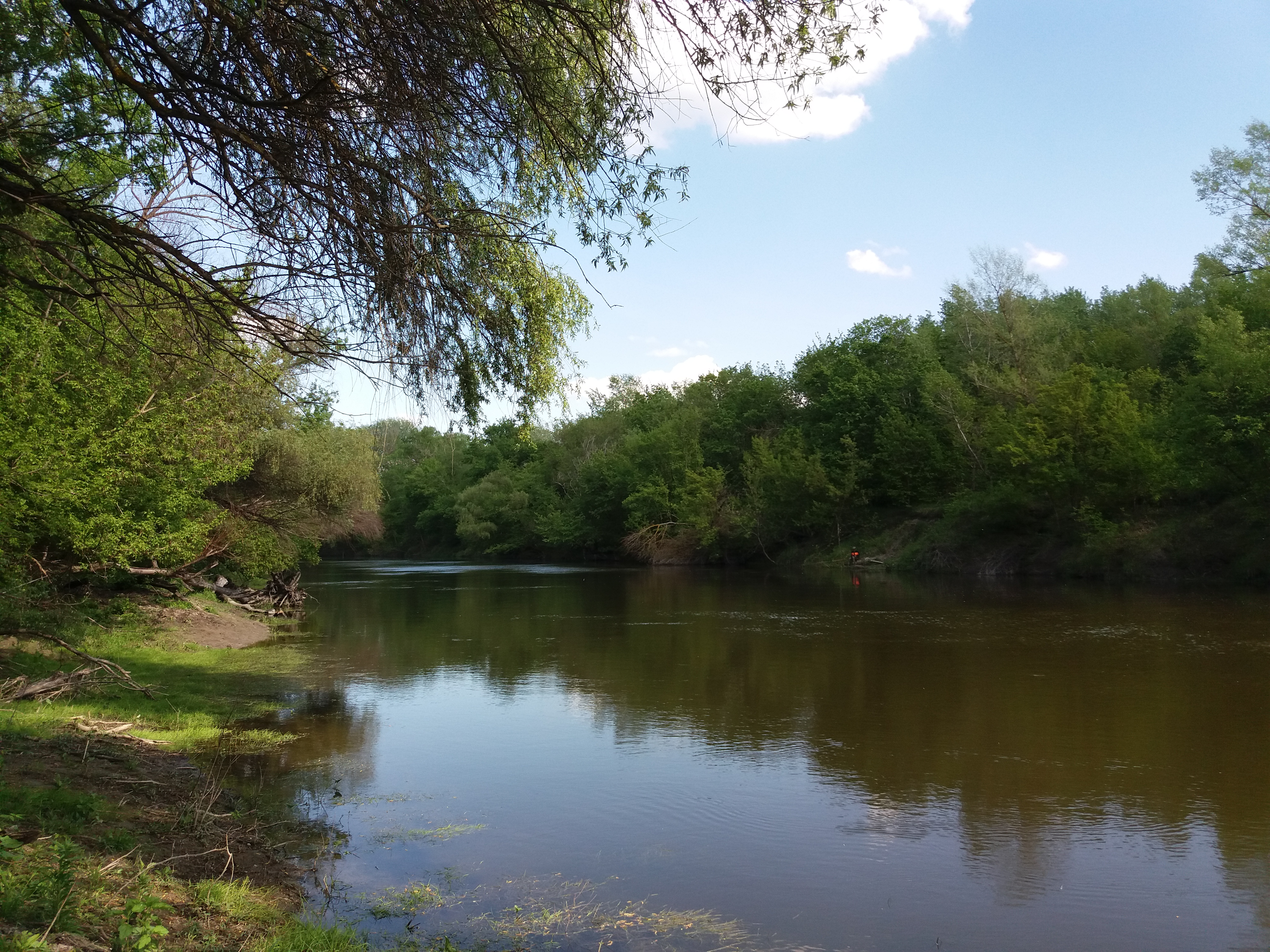
Псел між селами Заможне і Манжелія. Ландшафтний заказник «Псільський» (травень 2019)

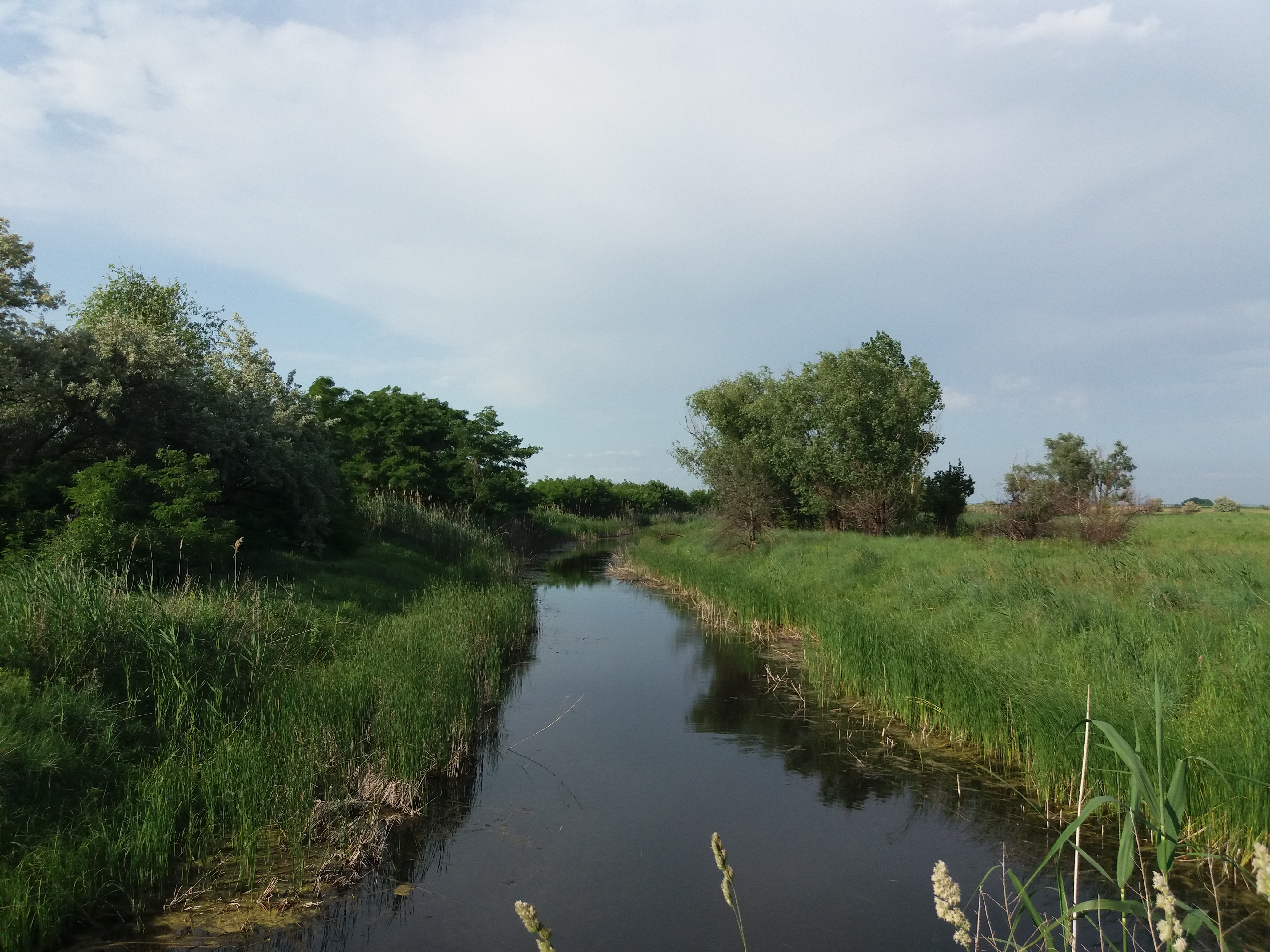
Рудька поблизу Козельщини (травень 2019)

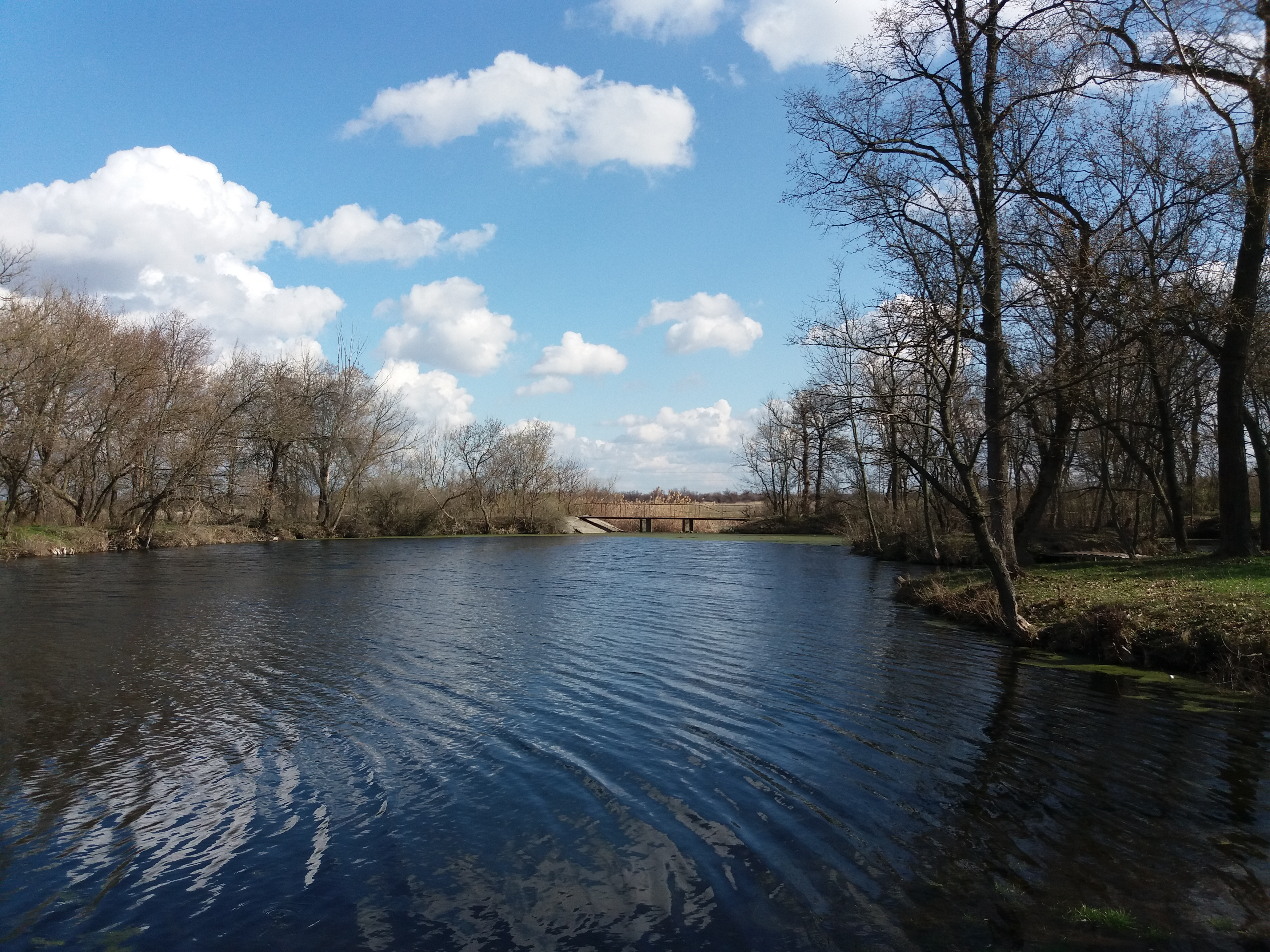
Сухий Омельник у селі Рокитне Кременчуцького району (березень 2020)

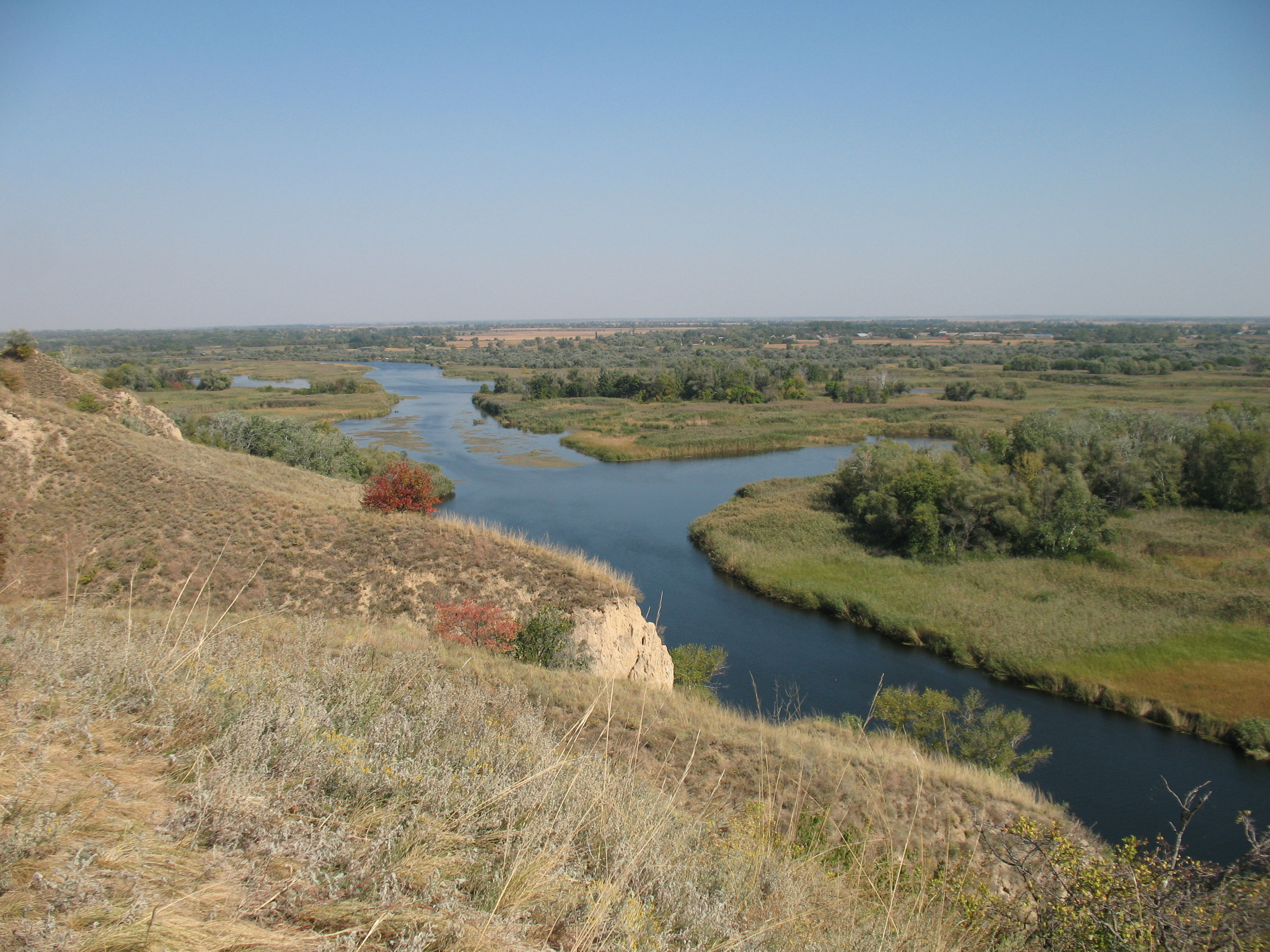
Ворскла на території регіонального ландшафтного парку «Нижньоворсклянський» (вересень 2015)

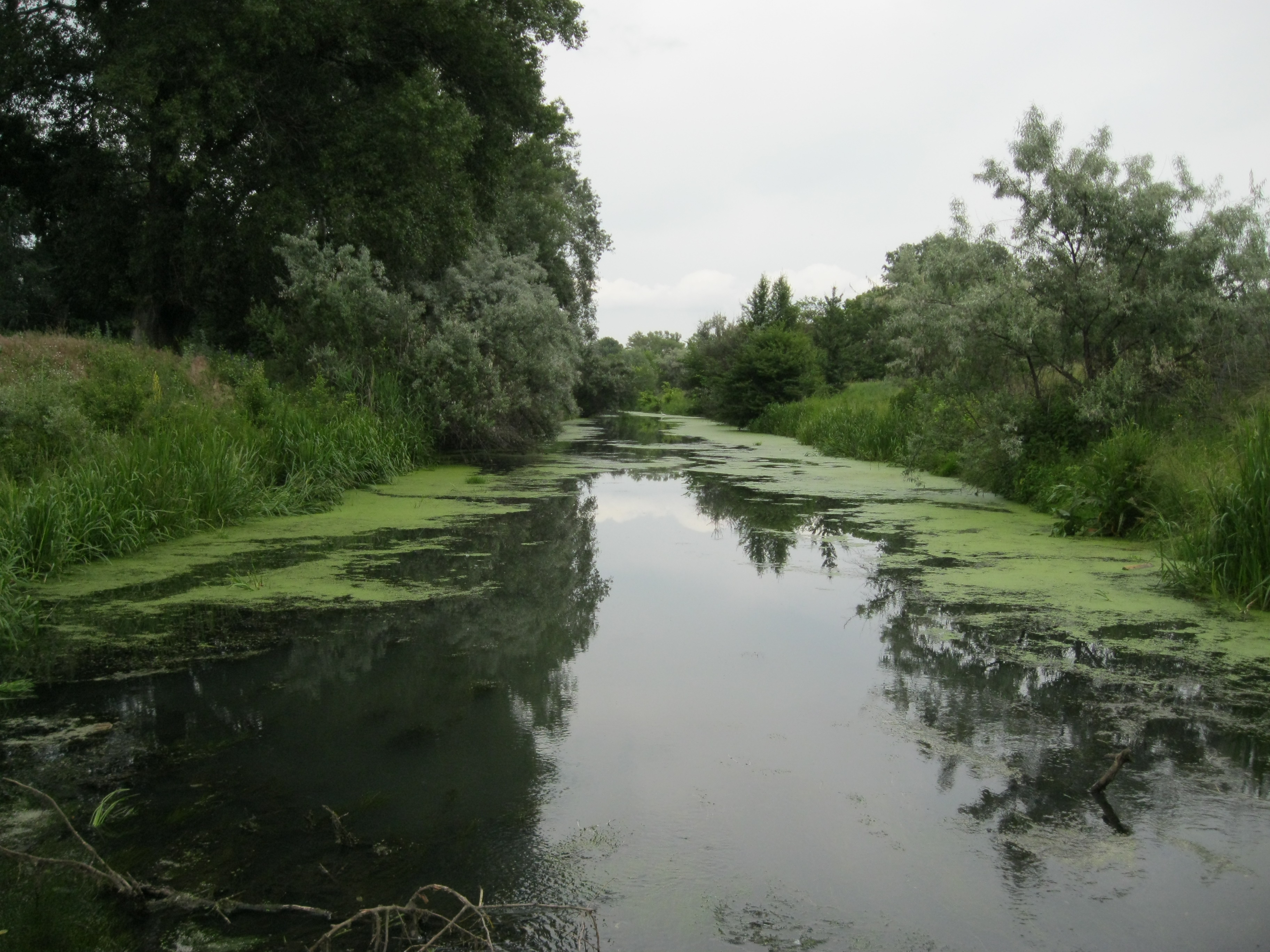
Крива Руда поблизу Малокохнівського гранітного кар'єру в Кременчуці (червень 2016)

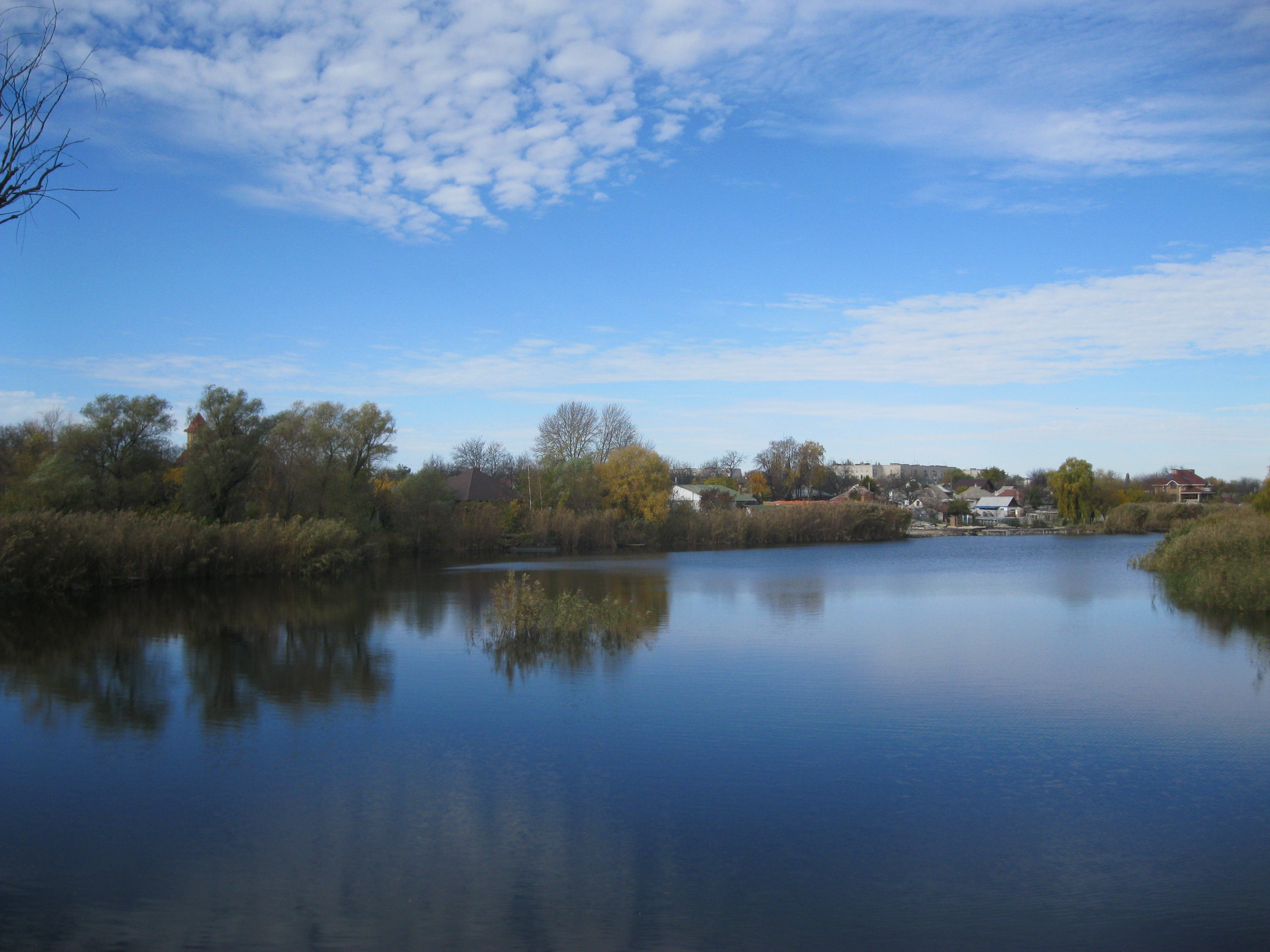
Сухий Кагамлик у Кременчуці (жовтень 2013)

Річки області належать до сточища Дніпра: ліві притоки — Сула, Псел, Ворскла, Оріль. На півдні та південному заході область омивають води Кременчуцького та Кам'янського водосховищ.
94,2%  площі Полтавської області знаходиться в межах суббасейну Середнього Дніпра, 5,8% площі – в межах суббасейну Нижнього Дніпра.
До малих річок віднесено річки з площею водозбору від 10 до 100 км2, середніх – 100- 1 000 км2, великих – 1 000-10 000 км2, дуже великих – більше 10000 км2.
До дуже великих річок відноситься Дніпро, великі річки в басейні: Сула, Ворскла, Псел, середні: Удай, Оржиця, Хорол, Мерла. Всі інші річки є малими. 

## Перелік річок
Дніпро (міста і містечка над річкою: Градизьк, Кременчук, Горішні Плавні):
- Сула — ліва; Заводське, Лубни
  - Артополот — ліва; Заводське
  - Суха Лохвиця — права; Лохвиця
  - Сулиця — права
  - Удай — права; Пирятин
    - Перевід (Перевод) — права
      - Руда — ліва

    - Многа — ліва; Чорнухи
      - Артополот — ліва
      - Босаха — ліва

  - Сліпорід — права
    - В'язівець — ліва
    - Величків — ліва

  - Багачка — ліва
  - Відпільна — ліва
  - Войниха — ліва
  - Рудка — ліва
  - Оржиця — права; Оржиця
    - Гнила Оржиця — ліва; Гребінка
    - Чумгак — права
    - Чевельча — права

  - В'язовий — права
- Псел — ліва; Гадяч
  - Грунь — права; Гадяч
  - Багачка — права; Велика Багачка
  - Лютенька — ліва
  - Грунь-Ташань — ліва
    - Ташань — права; Зіньків
    - Грунь — ліва
      - Мужева Долина — ліва
      - Бихів — ліва

  - Хорол — права; Миргород, Хорол
    - Озниця — права;
    - Крива Руда — права;
    - Рудка — права
    - Рудка — ліва

  - Вовнянка — права
  - Говтва — ліва;
    - Вільхова Говтва — ліва
      - Велика Говтва — права
      - Середня Говтва — ліва

  - Рудька — ліва
  - Сухий Омельник — права; Глобине
  - Манжелія — права
- Ворскла — ліва; Полтава, Кобеляки
  - Мерла — ліва
  - Ковжижа — ліва
  - Коломак — ліва
    - Свинківка — права;

  - Тагамлик — ліва;
    - Сухий Тагамлик — ліва;

  - Котельва — ліва; Котельва
    - Котелевка — ліва
    - Орешня — права

  - Кустолове — ліва
  - Кобелячка (Великий Кобелячок) — права; Кобеляки
    - Вовча — права
    - Малий Кобелячок — ліва

  - Тарапунька — права
- Орель (Оріль) — ліва;
  - Орчик — права; Карлівка
    - Ланна — ліва;
    - Скотобалка — ліва;

  - Лип'янка — права;
    - Суха Лип'янка — ліва;

  - Маячка — права;
    - Мокра Маячка
    - Суха Маячка
- Кобелячок
- Крива Руда
  - Оболонь (права)
- Крива Руда, Кременчук
  - Сухий Кагамлик

## Екологія
За показником коефіцієнта забрудненості води в 2011 році з 21 річки 15 мають статус «слабо забруднених» (у 2010 році — 12), а 6 — «помірно забруднених» (у 2010 році — 9). Найзабрудненішими залишаються річки Хорол та Суха Лохвиця, найчистішими — Сухий Омельник, Гнила Оржиця та Говтва. Основні показники, які обумовлюють низькі оцінки якості води — підвищений вміст органічних речовин, амонійного азоту, нітритів, марганцю, фосфатів, цинку.
Для річок суббасейну Середнього Дніпра, характерний нерівномірний розподіл стоку протягом року і з метою раціонального використання наявних водних ресурсів та безперервного забезпечення потреб населення у воді виникла потреба в регулюванні стоку річок та будівництві водосховищ. Специфікою в межах суббасейну середнього Дніпра є зарегульованість стоку водосховищами: Київським, Канівським, Кременчуцьким,Кам’янським,що порушило екологічну рівновагу Дніпра, докорінно змінило умови водообміну, швидкість води уповільнилась в 14-30 разів, порівняно з природними умовами.
Береги водосховищ потерпають від ерозії. Значний вплив на якість води в Дніпрі та його притоках мають стічні води, які надходять від населених пунктів без очистки або неякісно очищені, відбувається змив гербіцидів та пестицидів з територій сільськогосподарських угідь. Каскад водосховищ сприяє вирівнюванню гідрохімічних показників, зменшення великих концентрацій забруднюючих речовин, разом з тим відбувається акумуляція забруднюючих речовин у донних відкладах. Так у Київському водосховищі зосереджені значні відкладення радіонуклідів. Уповільнення течії у водосховищах сприяє цвітінню води на мілководдях в літній меженний період.